# Fichage des populations
Pour la technique de taille, voir Fichage (architecture).
Le fichage des populations consiste à recueillir et à conserver des renseignements sur des personnes à des fins administratives, de surveillance ou d'identification. Les États, les entreprises et plus généralement les organisations sociales pratiquent, en fonction de leurs besoins et volontés politiques, le fichage des populations, des employés, des clients, des minorités, des délinquants, des terroristes ou autres catégories sociales. Le fichage ADN ou le fichage ethnique en sont des exemples.

## Contexte historique
Le développement du fichage des populations découle de l'évolution des contextes politique, et économique, de l'amélioration des techniques de fichage, du papier à la photo, à la biométrie, jusqu'aux fichiers génétiques, en passant par la mécanographie et les bases de données pour leur classement, et enfin des transformations du contexte informationnel,.

### Fonctions politiques
Laurent Lopez, dans sa lecture du livre dirigé par Gérard Noiriel, L'identification. Genèse d'un travail d’État, distingue trois fonctions politiques à l'identification des personnes : connaître et reconnaître, surveiller et contrôler, stigmatiser et réprimer. La première fonction est la plus ancienne, on en trouve déjà les prémisses, par exemple, dans la Rome antique. Elle a donné lieu au développement des services d'état-civil pour repérer les citoyens d'une nation donnée. À cette fin, les États ont installé des systèmes de numéros d'identification nationaux. Elle s'est aussi précisée avec les nécessités de gestion des prestations de l’État-providence, notamment les assurances sociales qui supposent un suivi des individus.
La deuxième fonction, surveiller et contrôler, a fait depuis longtemps, et fait toujours, l'objet de nombreux débats, comme en témoigne le livre d'Armand Mattelart et André Vitalis, Le profilage des populations. Du livret ouvrier au cybercontrôle, les fichiers se sont multipliés dans les administrations et dans certains secteurs économiques (assurances, banques).  Les débats concernent principalement la protection de la vie privée et la sécurité sur le thème de la surveillance. Le développement des bases de données nominatives et leur interconnexion sont discutés en Amérique du Nord depuis les années 1960 et ont été à l'origine en France de la loi Informatique et liberté en 1978. Les débats ont été relancés par les révélations d'E. Snowden en 2013 sur l'ampleur de la surveillance mondiale mise en place par les services secrets américains. À partir du milieu des années 2010, les débats sont renouvelés avec l'émergence d'une économie de la surveillance et le développement des plateformes numériques dont l'économie s'appuie sur le recueil de données en vue du profilage des individus pour des services personnalisés ou un ciblage publicitaire. L'Union européenne a tenté d'encadrer cette dynamique par le Règlement général sur la protection des données (RGPD).
La troisième fonction politique, stigmatiser et réprimer, est la plus directement policière. Les papiers d'identité réglementent dès leur origine à la fois l'appartenance à une communauté et la liberté de circuler, comme le rappelle, par exemple, Vincent Denis avec la répression du vagabondage et de la mendicité sous l'Ancien régime. Mais c'est sous les régimes totalitaires que la répression sera rendue systématique grâce à l'efficacité découlant d'un fichage généralisé. Le régime nazi a mis en place la solution finale en reprenant les méthodes de classement et d'organisation de la firme IBM, allant jusqu'à utiliser le codage des cartes perforées pour les numéros tatoués sur les prisonniers des camps de concentration. De même, comme le montre Nathalie Moine, les passeports  mis en place dans les années 1930 en Union soviétique constitueront un fichier facilitant l'organisation de la Grande terreur stalinienne,. Les archives de la Stasi, ministère de la sécurité de l'ex-République démocratique allemande, comprennent le fichage de millions de personnes. Le fichage fut aussi un des outils de la dictature militaire en Argentine. Ces exemples historiques ont rendu les régimes démocratiques sensibles aux dangers potentiels d'un fichage généralisé comme le rappelle les débats cités plus haut. Néanmoins, le traumatisme des attentats du 11 septembre et la montée du terrorisme ont relancé les tentations sécuritaires, le Patriot Act aux États-Unis d'Amérique, facilitant le fichage, la conservation et le croisement des données en est l'exemple le plus significatif. En France, la fiche S est une fiche signalétique de personne recherchée.
Dans une perspective radicalement différente, la Chine expérimente un système de crédit social, qui marie les fonctions politiques de surveillance et de répression du fichage des populations. Le gouvernement chinois souhaite sa mise en place généralisée pour 2020.
En comparant l'histoire de la France et celle de l'URSS, Sophie Cœuré souligne deux différences majeures de l'utilisation du fichage pour la surveillance dans les États démocratiques et les États totalitaires. D'une part, dans les États démocratiques, celui-ci est organisé pour répondre à un péril précis et peut être abandonné à tout moment, alors qu'il est systématique et pérenne pour stigmatiser une population dans les États totalitaires. D'autre part, la distinction essentielle entre décision administrative et décision judiciaire n'est pas respectée dans le second type d’États. Elle ajoute :

« Dans les démocraties, il y a contrôle à la fois par la justice et par le Parlement, qui seul peut voter des lois généralisant la surveillance en cas de guerre ou d’état d’urgence, ou encore instaurer des juridictions d’exception. Mais l’histoire de l’Europe entre 1940 et 1944 montre bien  comment  des  instruments  de  surveillance «ordinaire»,  tels  que  les  fichiers,  peuvent devenir  très  rapidement  des  outils  d’identification,  d’exclusion,  de  répression, voire de génocide. »

### Évolution des techniques

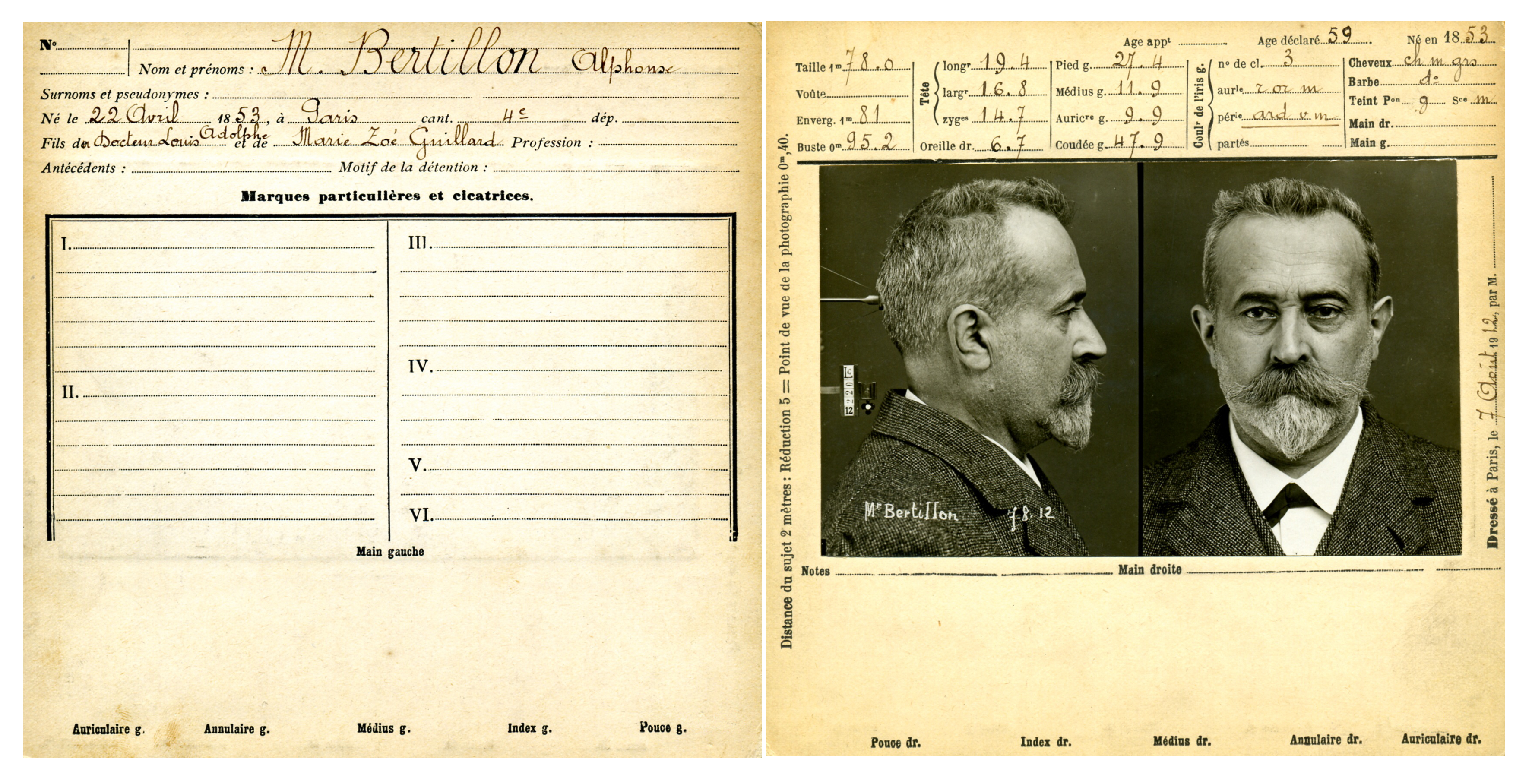
Fiche anthropométrique (recto-verso) d'Alphonse Bertillon (1853 - 1914), pionnier de la Police Scientifique, inventeur de l'anthropométrie, premier chef du Service d'Identité Judiciaire de la Préfecture de Police à Paris (1893).

Le perfectionnement des techniques de fichage suit l'évolution des techniques d'enregistrement et de classement. D'abord rédigées à la main, les fiches se sont enrichies de photographies de la personne identifiée, dès l'apparition des premiers appareils photographiques. Alphonse Bertillon définit en 1882 la méthode anthropométrique pour identifier les personnes, méthode rapidement utilisée dans toute l'Europe et aux États-Unis. Elle ne sera abandonnée en France qu'en 1960. Les fiches de police comprennent alors des mesures de différentes parties du corps de la personne fichée.
La biométrie est une autre méthode pour identifier les personnes. Les passeports ou les fiches de criminels sont complétés par les empreintes digitales au début du XXe siècle. La reconnaissance de l'iris et la reconnaissance faciale se sont développées pour l'identification avec le perfectionnement des outils numériques. Enfin des fichiers relevant l'ADN des individus ont été constitués.
Au delà de l'identification, les fiches peuvent comprendre des renseignements divers liés à la fonction de surveillance de l'auteur de la fiche. Avec la popularisation des réseaux numériques, les traces laissées par un utilisateur sont aussi une source de renseignements sur ce dernier. Tous les systèmes qui requièrent une identification ou une interaction sont susceptibles de capter des informations sur l'utilisateur –  parcours, requêtes, préférences, achats, connexions, évaluations, coordonnées. Il s'est ainsi développé une véritable économie de la surveillance.
L'accumulation de nombreuses fiches requiert des systèmes et méthodes de classement et de tris pour pouvoir les exploiter. Les fiches cartonnées sont rangées dans des tiroirs, classées le plus souvent par ordre alphabétique éventuellement indexées par des mots clés. Avec la mécanographie, puis l'informatique, les systèmes de classements se sont automatisés.
L'informatique et ses capacités de traitement des données ont modifié radicalement les techniques de traitement du fichage. Une indexation automatique est apparue et les bases de données se sont multipliées. Le développement des réseaux a permis l'interconnexion des bases de données entre elles. Enfin, l'émergence des techniques d'intelligence artificielle laisse entrevoir des possibilités d'identification et de surveillance plus élaborées encore, par exemple avec la reconnaissance faciale ou les tentatives de police prédictive.

### Caractéristiques informationnelles
La construction du fichage s'est perfectionnée au cours de l'histoire et marque la relation étroite entre État et information, comme l'ont souligné Vincent Denis et Vincent Milliot : « L’évolution des procédures d’identification des personnes gagne à être appréhendée sur une longue période, car leurs principes fondateurs, leurs techniques sont définis précocement. Elles participent de la construction d’un savoir d’État tout au long de l’époque moderne, dont elles sont, par ailleurs, l’une des manifestations exemplaires. »
Une fiche est d'abord un document et un fichage une opération documentaire. Le passage du document à un ensemble de données par un processus de redocumentarisation a considérablement modifié les capacités de traitement et de calcul des systèmes de fichage. Des chercheurs en sciences de l'information ont fait une analogie entre le fichage des populations et les techniques de catalogage et d'indexation issues du monde des bibliothèques. Ainsi selon Olivier Ertzschied, avec le développement des réseaux sociaux, les individus seraient devenus des documents, ils auraient été redocumentarisés. Ils ne seraient plus des acteurs, mais des objets documentaires parmi les autres.
François Pellegrini et André Vitalis ont montré dans un article les deux fonctions informationnelles de la biométrie dans une opération de fichage : l'authentification et l'identification ;

« l’authentification vise à déterminer si une personne est bien celle qu’elle prétend être. On compare pour cela ses données biométriques avec celles préalablement collectées de façon contrôlée lors de la demande du titre. Si les informations ne correspondent pas, l’individu a une autre identité, mais on ne peut savoir laquelle. L’identification, pour sa part, vise à retrouver l’identité associée à une trace biométrique collectée sur une scène de crime ou, par exemple, sur une personne amnésique. On compare ladite trace avec l’ensemble des données biométriques contenues dans une base de référence et, si une correspondance apparaît, l’identité de la personne est révélée. »

Ainsi l'interconnexion de fichiers comprenant les données biométriques d'une population avec d'autres fichiers comprenant des données personnelles autorise un contrôle étroit des individus qui la composent. Pour remédier à ces difficultés les auteurs ont fait référence à deux approches : la « protection de la vie privée dès la conception » (privacy by design) ou le « respect de la vie privée par défaut » (privacy by default). Ces principes sont aujourd'hui reconnus dans le monde entier.
Dominique Carré et Robert Panico s'interrogent dès 2011 sur une évolution du fichage des populations maintenant connectées sur l'internet. Dans une perspective empruntée aux travaux de Michel Foucault sur le contrôle social, ils soulignent les relations de plus en plus étroites entre le fichage étatique et la récolte des traces effectuées par le commerce en ligne :

« L’un se sert de l’immense réservoir d’informations produites par l’autre, l’Internet marchand qui prend pour objet l’individu mu par son désir, un sujet aux antipodes du sujet du fichage, suspect par nature, méfiant et muet… au point que les producteurs professionnels d’informations personnelles (recruteurs, enquêteurs, commerçants…) trouveront là leur nourriture, que les usagers de services, occasionnels ou assidus, leur auront fournie sans compter. »

Ce type d'approche a été élargi et systématisé par Shoshana Zuboff en popularisant la notion de capitalisme de surveillance. « Après la production de masse, le capitalisme managérial, l’économie des services, le capitalisme financier, nous serions entrés dans une nouvelle ère du capitalisme, fondée sur l’exploitation des prédictions comportementales issues de la surveillance des utilisateurs. »
Avec le web et les réseaux sociaux, la notion même d'identité a évolué et une identité numérique est apparue. Selon Jean-Gabriel Ganascia, la surveillance ne serait plus exercée seulement du haut vers le bas mais partout de manière horizontale. Nous serions ainsi passés d’une société de haute surveillance à une société de sous-surveillance dans laquelle tout le monde contrôlerait tout le monde.
Pour se protéger des atteintes à la vie privée de plus en plus prégnantes à cause de notre présence sur les réseaux numériques, Finn Brunton et Helen Nissenbaum proposent une technique de camouflage : l'obfuscation, qu'ils définissent ainsi :

« L’obfuscation consiste à produire délibérément des informations ambiguës, désordonnées et fallacieuses et à les ajouter aux données existantes afin de perturber la surveillance et la collecte des données personnelles. »

On trouvera, ci-dessous, quelques éléments significatifs de la dynamique du fichage des populations dans le monde.

## Amériques

### Argentine
L'ouverture des archives de la Direction des services de renseignement de la police de la province de Buenos Aires (Dirección de Inteligencia de la Policía de la provincia de Buenos Aires, DIPBA) a levé le voile sur les pratiques de fichage des années de dictature en Argentine. Selon Patricia Funes :

« Le travail vise à reconstituer le chemin funeste qui débutait par la compilation d’une fiche personnelle, continuait avec la constitution d’un dossier personnel et s’achevait, dans de nombreux cas, par la disparition forcée de la personne fichée. »

Les archives comprennent plus de 4 millions de feuillets et 300 000 fiches pour une période comprise entre la fin des années 1940 et 1998. On y trouve aussi des enregistrements filmés et des cassettes audio.

### Canada
Le Canada dispose depuis 1977 d'un Commissariat à la protection de la vie privée qui doit veiller au respect des lois protégeant les renseignements personnels dans le secteur public et dans le secteur privé.

### États-Unis d'Amérique
Dans un contexte de guerre froide, J. Edgar Hoover a développé un système de fichage systématique des individus qu'il jugeait potentiellement subversifs. Nommé en 1919 à 24 ans à la tête de la General Intelligence Division (en), mettant à profit son expérience de bibliothécaire, il crée un fichier massif de personnes appartenant à des groupes radicaux : en quelques années 450 000 noms sont indexés avec des notes biographiques sur les 60 000 personnes qu'il considère comme les plus dangereuses. En 1924, il devient directeur du FBI. Il est un des principaux artisans du programme de loyauté mis en place par le président Harry Truman en 1945. Tous les employés du gouvernement, présents et à venir, devaient faire l'objet d'enquêtes sur leur loyauté. « On estime à treize millions et demi de personnes, soit 20% de l'ensemble des salariés, le nombre d'employés de l'administration et des secteurs clés de l'industrie affectés par ces programmes de loyauté,. » Le FBI a mis en place un fichage systématique des individus jugés subversifs. En 1960, il tenait les fiches de 430 000 individus. De plus, Hoover disposait des fichiers sur la vie privée des hommes politiques et des notoriétés et les utilisait contre quiconque critiquait le FBI.
En 1996, à la suite de l'attentat présumé sur le Vol 800 TWA, une liste de surveillance des terroristes (Terrorist Watch List) a été dressée pour prévenir les attentats dans les avions civils. Celle-ci sera en 2003 reprise par le Terrorist Screening Center, piloté par le FBI.
À la suite des attentats du 11 septembre 2001, le 26 octobre 2001, le président George W Bush a signé une loi, votée par le Congrès américain et appelée le Patriot Act, définie pour unir et renforcer l'Amérique en fournissant les outils appropriés pour déceler et contrer le terrorisme et permettant au FBI d'avoir légalement accès à un grand nombre de renseignements intimes de chaque Américain. La loi a été vivement critiquée aux États-Unis, notamment concernant : la diminution des droits de la défense, la violation de la vie privée et la diminution du droit à la liberté d'expression.
En novembre 2003, le gouvernement américain a créé le Terrorist Screening Center, un organisme fédéral chargé de centraliser les informations concernant les personnes soupçonnées d'être des terroristes, sous l'égide du FBI. L'organisme centralise plusieurs bases de données et gère la Terrorist Screening Database qui comptait, en 2016, 1 877 133 personnes fichées. Environ 1 600 noms nouveaux sont suggérés quotidiennement, 600 sont retirés et 4 800 modifications sont opérées.
Officiellement créée par le DNA Identification Act de 1994, la base de données d'ADN est active depuis 1998. L'application CODIS, gérée par le FBI, a en fait démarré en 1990, avec un programme expérimental testé dans quatorze États. Elle est depuis utilisée par le FBI, les cinquante États fédérés, ainsi que l'armée. La base CODIS du FBI détenait, en 2006, le profil génétique de 6,6 millions de personnes.
La reconnaissance faciale a été mise en place en 2017 dans certains aéroports pour l'embarquement des passagers. Fin 2018, 15 aéroports étaient équipés. Il est prévu que 97% des aéroports américains le soient dans les quatre années à venir,.
Depuis 2007, le programme de surveillance des populations PRISM a été autorisé et mis en place afin de surveiller les activités sur internet du plus grand nombre de personnes possible.
Une des conséquences du développement du renseignement dans le domaine d'internet est la multiplication des sous-traitants privés travaillant pour la NSA, ce qui favoriserait les fuites d'informations.
Par ailleurs, il existe aux États-Unis un grand nombre de bases de données nominatives, National databases of United States persons (en).

## Asie

### Chine
Le huji (戶籍 / 户籍) ou hukou (戶口 / 户口) est un système d'enregistrement des ménages appliqué en Chine continentale et à Taiwan depuis les débuts de l'Empire, ce qui en fait un des plus anciens systèmes de passeport au monde. C'est également le nom de la carte de résident que reçoivent les personnes qui ne sont pas encore domiciliées dans une ville (souvent des frontaliers, dans des zones économiques spéciales, notamment à Shenzhen).
Un rapport de l'association Human Rights Watch de décembre 2018 accuse le gouvernement chinois de ficher systématiquement la population du Xinjiang sous couvert d'un programme de santé publique. Des échantillons d'ADN, des empreintes digitales, des images de l'iris et des informations sur les groupes sanguins de tous les habitants âgés de 12 à 65 ans seraient collectés. Après un article du New York Times, l'entreprise américaine Thermo Fisher qui vendait son expertise pour le séquençage ADN a annoncé se retirer en février 2019. Par ailleurs, une entreprise chinoise, spécialisée dans la reconnaissance faciale, SenseNets, surveillerait les déplacements des habitants du Xinjang.
Depuis 2014, le gouvernement chinois développe un système de crédit social qui devrait être pleinement opérationnel en 2020. Chaque Chinois se voit attribuer une note, échelonnée entre 350 et 950 points, dite « crédit social », fondée sur les données dont dispose le gouvernement à propos de leur statut économique et social. Le système repose sur un outil de surveillance de masse et utilise les techniques d'analyse des mégadonnées (big data). Il est également utilisé pour noter les entreprises opérant sur le marché chinois.

### Inde
Démarré en 2010, Aadhaar (आधार, en français : base, fondation) est un système d'identification de la population de l'Inde fondé sur la biométrie. Il est géré par l'Unique Identification Authority of India, créé en 2016 par le gouvernement. Le système comprend un  numéro d'identification national à 12 chiffres associés à chaque personne en plus de données biométriques, comprenant la photographie des iris, la photographie du visage et les empreintes digitales. Le projet intègre également des données plus usuelles, comme le nom, le sexe, la date et le lieu de naissance.
En 2018, le programme Aadhaar est le seul projet d'identification numérique étatique qui ne prend pas appui sur des registres d'état civil.
La National Intelligence Grid ou NATGRID (en) est un système de renseignements reliant les bases de données des principaux organismes de sécurité du gouvernement indien. Le projet a été évoqué pour la première fois à la suite des attaques terroristes à Mumbai en 2008. En juillet 2016, le gouvernement indien a nommé Ashok Patnaik au poste de directeur général de la National Intelligence Grid. Cette nomination est considérée comme une tentative du gouvernement de relancer le projet.

### Autres pays
Le hukou a également influencé les voisins de la Chine (Corée, Japon, Viêt Nam), pour la création de leur système. Il n'a été aboli qu'en Corée du Sud, en 2008

## Europe

### Union européenne
Opérationnel depuis 1995, le SIS (système d'information Schengen), dont l'unité centrale est basée à Strasbourg, est un système informatique de stockage de données sur des personnes ou objets pour l'Union européenne. C'est, en 2016, la plus grande base de données policière au monde qui contient 70 millions de signalements produits par 30 pays européens,. Consultable 24 heures sur 24 par les polices européennes ou autres autorités habilitées comme Europol ou Eurojust, il est accessible depuis n'importe quel véhicule, poste de police ou de gendarmerie par un terminal portable.
Outre le SIS, l'Union européenne dispose d'Eurodac, une base de données contenant les empreintes digitales des demandeurs d'asile et de protection subsidiaire et immigrants illégaux se trouvant sur le territoire de l'UE. Fin 2014, Eurodac avait recensé 2,4 millions de personnes. Le Système d'information des visas (SIV) créé en 2011 recueille les informations biométriques dont les empreintes digitales et le visage (photographie numérisée) de tous les postulants à un visa de court séjour pour l'espace Schengen.
Créé en 2004, le Contrôleur européen de la protection des données (CEPD) « a pour objectif de servir de centre d’excellence impartial pour l’exécution et le renforcement des normes en matière de protection des données et de la vie privée de l’UE, à la fois dans la pratique et légalement ».
Les données des dossiers passagers (ou PNR, pour l'anglais passenger name record) sont des données personnelles concernant tous les détails d'un voyage pour des passagers voyageant ensemble. Il s'agit de l'enregistrement dans une base de données des informations qu'une compagnie aérienne juge nécessaires pour établir une réservation de vol : l’itinéraire du déplacement, les vols concernés, le contact à terre du passager (numéro de téléphone au domicile, professionnel, etc.), les tarifs accordés, l’état du paiement effectué, le numéro de carte bancaire du passager, ainsi que les services demandés à bord tels que des préférences alimentaires spécifiques (végétarien, asiatique, cascher, etc.) ou des services liés à l’état de santé du passager. Après 12 années de débat, une directive permettant l'accès pour des raisons de surveillance et l'échange international des données du PNR a été adopté par le Parlement européen en 2016.
Le Règlement général sur la protection des données (RGPD, ou encore GDPR, de l'anglais General Data Protection Regulation) constitue le texte de référence en matière de protection des données à caractère personnel. Il a été adopté par le Parlement européen en 2014 et ses dispositions sont applicables depuis mai 2018. Il préconise, pour toutes organisations susceptibles de manipuler des données personnelles, la transparence, le consentement des personnes sur leur récolte et l'analyse du risque. Il s'agit de la plus importante réglementation existante sur la protection des données personnelles. Son application est supervisée par le Comité européen de la protection des données qui a remplacé en 2018 le G29, organe de coordination des systèmes de protection de la vie privée et des données personnelles des États membres de l'UE.

### Allemagne
Les archives de la Stasi, le ministère de la Sécurité d’État de l'ancienne Allemagne de l'Est, contiennent le fichage de plusieurs millions de personnes, en premier lieu des citoyens de la République démocratique allemande, mais aussi de la République fédérale d'Allemagne et d'autres États étrangers. Elles représentent l'effort colossal de tout connaître sur les citoyens du pays.
Des fichiers de personnes recherchées ont été créés dans les années 1970 dans l'ancienne Allemagne de l'Ouest à la faveur de la lutte contre le terrorisme et notamment contre la bande à Baader. Des milliers de personnes ont été fichées comme suspectes d’après des renseignements fournis par les entreprises, les administrations, des indicateurs ou des enquêtes de police en raison de leurs opinions politiques ou de leur activité syndicale ou tout simplement, de leur mode de vie. « Sur le total de personnes fichées, 80 % sont considérés comme appartenant à la gauche ou l’extrême gauche, 10 % à l’extrême droite. Les 10 % restants sont catalogués indésirables. »

### Autriche
Dans un article du 25 septembre 2002, le magazine Falter, publié à Vienne, a mis en évidence la fourniture de données extraites de l’ordinateur central de la police à des membres du Parti libéral autrichien FPÖ. Ces informations portaient notamment sur des opposants politiques et des étrangers soupçonnés d'infractions pénales.

### Belgique
Grâce au « fichier belge », la Gestapo a arrêté des dirigeants et des militants du Parti communiste de Belgique, dont Julien Lahaut et Jean Terfve.
Le fichage en Belgique relève du Bureau central de recherche (BCR) qui est la centrale de renseignements de l'ex-Gendarmerie (celle-ci est maintenant intégrée à la police fédérale). Aujourd'hui, la "BNG" (Banque de données nationale générale) est alimentée par les 40 000 policiers locaux et fédéraux du Royaume. La BNG contient plus de 11 millions de "faits concrets", 1,6 million de personnes, 1,8 million de véhicules, 15 000 organisations, etc. Le seul organisme habilité à accéder à ces fichiers est la CPVP (Commission de la protection de la vie privée), qui n'a par ailleurs aucune obligation de transmettre ces données au demandeur.

### Italie
Le jeudi 26 juin 2008, le gouvernement Berlusconi par la voix de son ministre italien de l'intérieur, Roberto Maroni, a déclaré son intention d'envoyer les forces de l'ordre dans l'ensemble des camps roms d'Italie pour relever les empreintes digitales des adultes et des enfants. Cette fiche contiendrait les empreintes digitales, la photo, et indiquerait  l'« ethnie » et la « religion ». Ce ministre, également haut responsable de la Ligue du Nord a indiqué qu'« il ne s'agit pas d'un fichage ethnique », mais d'« une garantie supplémentaire pour la protection des droits des occupants des camps nomades », promettant que ceux qui auront le droit de rester en Italie vivront dans des conditions décentes et que les autres seront renvoyés chez eux. Le fichage ne s'appliquant finalement pas aux mineurs, le ministre a dénoncé l'« hypocrisie » des réactions hostiles à ce point et a souligné qu'il s'agissait de protéger les enfants que les parents envoient mendier, ajoutant qu'alors ces enfants auraient pu être retirés à leur famille.
Ce fichage fait l'objet de vives critiques de la part de l'Unicef et d'Amnesty International. La Conférence épiscopale italienne avait fait part, le dimanche 29 juin, de sa « forte préoccupation ». L'opposition italienne qualifie ce fichage de « raciste ». Le jeudi 10 juillet 2008, le Parlement européen a voté une résolution réclamant la fin de ce recensement, estimant que ce fichage était « un acte de discrimination directe » fondé sur la race et l'origine ethnique, ce qui est interdit par l'article 14 de la Convention européenne des droits de l'homme. Ce vote a provoqué une vive réaction du gouvernement italien, repoussant « avec force et indignation les accusations de racisme »,.

### Royaume-Uni
Via les tests ADN au 15 juillet 2003, la police britannique affirmait avoir fiché deux millions de personnes « pour des taux d’élucidation remarquables ». En 2008, la Cour européenne des droits de l'homme a déclaré illégal le fichier ADN du pays, alors qu'il comptait plus de 4,8 millions de noms, dont ceux de 930 000 innocents : depuis 2005 sa vocation est de garder la trace de toute personne impliquée d'une manière ou d'une autre dans un délit, qu'elle soit témoin, victime, simple suspect ou coupable.
Le ministère britannique de l'Intérieur aurait délaissé plus de 27 500 fiches sur des infractions graves commises par des Britanniques à l'étranger, dont des viols et des meurtres. « Des fiches papier sur ces crimes sont restées inutilisées au ministère, alors que les données auraient dû être entrées dans le système informatique de la police pour permettre de contrôler ces criminels. ». À la fin de l'année 2007 et au début de l'année 2008, de nombreuses données personnelles de personnes fichées à titres divers ont été égarées en Angleterre, en particulier les fiches de 25 millions de demandeurs d'allocations familiales ont été perdues par les services du fisc et des douanes britanniques.
Depuis 1984, le Information Commissioner's Office (ou ICO) est une commission indépendante dont la mission est de promouvoir l'accès des personnes aux informations détenues par l'État et la protection des données personnelles.

### Russie - URSS
La Russie tsariste, à la fin du XIXe siècle et au début du XXe, puis l'Union soviétique vont confondre les opérations de gestion et contrôle de l'information démographique sur un territoire immense et morcelé et les exigences d'un État policier. L'introduction d'un passeport interne en 1932, lié aux mouvements de populations exigés par le premier plan quinquennal, répondrait plus selon Nathalie Moine à un fichage des populations utilisé à des fins policières.

### Suède
En Suède, la Sûreté fiche des citoyens pour la défense de l’ordre et la prévention des infractions. Des rapports trimestriels sont établis sur les activités communistes et les activités nazies. Le chapitre 5, article 1 paragraphe 2, de la loi sur le secret permet de refuser l'accès aux dossiers. Saisie par une requête de citoyens suédois, la Cour européenne des droits de l'homme a estimé que ce fichage avait amené à la violation de l’article 8 (droit au respect de la vie privée et familiale) de la Convention européenne des droits de l'homme, à la violation de l’article 10 (liberté d'expression) et à la violation de l’article 11 (liberté de réunion et d’association) au préjudice d'un journaliste du Göteborgs-Posten, l’un des principaux quotidiens suédois, de deux membres du KPML(r) (parti communiste marxiste-léniniste (révolutionnaire) et  d'un ancien député européen, membre du Parti de gauche suédois, pour des faits commis entre 1999 à 2004.

### Suisse
Comme dans de nombreux pays européens, un « registre tsigane » est créé en Suisse en 1911.
Le scandale des fiches (ou l'affaire des fiches) est un épisode de l'histoire contemporaine de la Suisse. À la fin des années 1980, il a été rendu public que les autorités fédérales suisses ainsi que les polices cantonales avaient observé environ 900 000 personnes  sur le territoire suisse soit plus de 15 % de la population 700 000 personnes et organisations selon les sources officielles de façon plus ou moins active et avaient ainsi produit des fiches d'information sur ces personnes. Le but avancé de ce fichage était de protéger la Suisse d'activités subversives communistes dans le contexte de la guerre froide. La découverte du scandale des fiches souleva à l'époque des protestations étendues. 350 000 citoyens demanderont un accès à leur fiche. La confiance en l'État suisse en fut ébranlée.
La police fédérale utilise des bases de données informatisées qui sont le plus souvent accessibles aux polices cantonales : RIPOL (recherche de personnes, de véhicules, etc.) ;RCE : Registre central des étrangers ; ISIS : Système d’information relatif à la sûreté intérieure ; AFIS : Système d’identification automatisé des empreintes digitales.
Les profils ADN sont stockés dans une banque de données CODIS, tenue par la police fédérale (Fedpol). En 2001, elle comptait 1854 profils, plus de 100.000 en 2008 et près de 200.000  fin 2017. Le dernier rapport annuel du Contrôle parlementaire de l’administration s'inquiète de ce que certaines polices feraient des analyses ADN de façon routinière sans respecter le cadre légal ni le principe de proportionnalité.

## International

### Interpol
Interpol ou Organisation internationale de police criminelle (OIPC) est une organisation internationale créée le 7 septembre 1923 dans le but de promouvoir la coopération policière internationale. Son siège est situé à Lyon en France.
Interpol est connue pour délivrer, entre autres, des notices de couleur, en particulier les notices rouges, documents d'alerte qui une fois publiés permettent d'assurer la traque planétaire de criminels recherchés dans le monde. Ces documents qui contiennent des éléments d'identification et des éléments juridiques sur les individus recherchés sont diffusés à travers 192 pays membres.
Interpol entretient 17 bases de données criminelles, comprenant, en 2018, 91 millions de fiches.

### Généalogie
Avec les bases de données généalogiques puis les tests ADN, les recherches généalogiques se sont multipliées. Ces bases de données ADN peuvent être utilisées par la police américaine pour résoudre des affaires de meurtre, même anciennes. Selon une étude sur les 1,28 million de personnes ayant fait tester leur ADN dans la base MyHeritage, il serait possible d'identifier 60% des individus d'origine européenne de la population des États-Unis.

### Marché des données personnelles
Avec le développement du web et celui de la publicité en ligne, le recueil des données personnelles par les firmes est devenu courant et des courtiers en données sont apparus participant à une économie de la surveillance. Les géants du web sont les principaux collecteurs de données personnelles, mais ils sont aussi clients des courtiers. Par ailleurs, les scandales de fuites de données se sont multipliées.
Une étude a montré en 2018 l'ampleur des données personnelles récoltées par Google. Elle se conclut par ces mots :

« Une grande partie de la collecte de données de Google a lieu lorsque l’utilisateur n’utilise aucun de ses produits directement. L’ampleur d’une telle collecte est considérable, en particulier sur les appareils mobiles Android. Et bien que ces informations soient généralement recueillies sans identifier un utilisateur unique, Google a la possibilité d’utiliser les données recueillies auprès d’autres sources pour désanonymiser une telle collecte »

En novembre 2018 à la suite de la promulgation du RGPD, l'ONG Privacy International a déposé plainte auprès des autorités de protection de la France, de l'Ireland et du Royaume-Uni contre 7 courtiers : Acxiom, Criteo, Equifax, Experian, Oracle, Quantcast (en), Tapad (en).
En mai 2017, l'artiste Joana Moll et l'ONG Tactical Technology Collective (en) ont acheté 1 million de profils de rencontres en ligne pour 136 € à USDate, une société basée aux États-Unis qui négocie des profils de rencontres en provenance du monde entier. L'ensemble comprenait des photos (près de 5 millions), des noms d'utilisateur, des adresses de messagerie, la nationalité, le sexe, l'âge et des informations personnelles détaillées sur toutes les personnes qui avaient créé les profils, telles que leur orientation sexuelle, intérêts, profession, caractéristiques physiques approfondies et traits de personnalité.

#### Articles généraux
- CNIL
- Contrôle social
- Données personnelles
- Fichage en France
- Identité numérique
- Protection de la vie privée
- Règlement général sur la protection des données RGPD
- Surveillance globale
- Vie privée et informatique

#### Fichage dans la culture populaire
- La Machine à différences, roman Steampunk de Bruce Sterling et William Gibson